# Slogans
Pour plus de détails, voir Fiche technique et Distribution.
Slogans (Parrullat en albanais) est un film franco-albanais réalisé par Gjergj Xhuvani, sorti en 2001 et mettant en vedette Artur Gorishti, Luiza Xhuvani et Agim Qirjaqi.
Tiré de la nouvelle Les slogans de pierre de Ylljet Aliçka, l'œuvre s'inspire d'événements réels vécus en Albanie, où l'on érigeait des slogans en pierre en l'honneur du communisme. 
Ce film a gagné le prix de la jeunesse pour le meilleur film étranger au Festival de Cannes en 2001. Soumis par l'Albanie à la 74e cérémonie des Oscars pour la catégorie Oscar du meilleur film en langue étrangère, le film n'a cependant pas été nommé.

## Synopsis
André, un nouveau professeur dans une école d'un village d'Albanie, constate que l'une des principales activités scolaires est l'écriture de slogans sur la montagne à l'aide de pierres.

## Distribution
- Marko Bitraku : Gjin
- Mirjana Dedi : Mira
- Artur Gorishti : Andre
- Birçe Hasko : Sabaf
- Niko Kanxheri : Selman
- Fadil Kujovska : Pashk
- Rita Ladi : Lumja
- Robert Ndrenika : Llesh
- Agim Qirjaqi : le directeur de l’école
- Luiza Xhuvani : Diana
- Festim Çela : Festim

## Autour du film
- L'actrice Luiza Xhuvani est la femme du réalisateur[1].
- Le rôle du secrétaire du Parti dans le film est joué par le secrétaire du Parti de l'Académie des Beaux-Arts de Tirana, avec qui les Xhuvani ont déjà eu maille à partir[1].